# Dürrröhrsdorf-Dittersbach
Dürrröhrsdorf-Dittersbach település Németországban, azon belül Szászország tartományban. Lakosainak száma 4291 fő (2023. december 31.). Dürrröhrsdorf-Dittersbach Bautzen járás, Stolpen, Hohnstein, Lohmen, Pirna és Drezda községekkel határos.

## Népesség
A település népességének változása:
| Lakosok száma | 4180 | 4184 | 4295 | 4307 | 4291 |
|               | 2017 | 2019 | 2021 | 2022 | 2023 |